# Carpophilus fumatus
Carpophilus fumatus é uma espécie de insetos coleópteros polífagos pertencente à família Nitidulidae.
A autoridade científica da espécie é Boheman, tendo sido descrita no ano de 1851.
Trata-se de uma espécie presente no território português.